# Tørring-Uldum
Tørring-Uldum was tot 2007 een gemeente in Denemarken. De oppervlakte bedroeg 189,45 km². De gemeente telde 12.519 inwoners waarvan 6366 mannen en 6153 vrouwen (cijfers 2005). Tørring-Uldum werd in 2007 toegevoegd aan de vergrote gemeente Hedensted.